# Edilson de Souza Silva
Edilson de Souza Silva (Caculé, 11 de setembro de 1968) é um prelado brasileiro da Igreja Católica, atual bispo auxiliar da Arquidiocese de São Paulo.

## Biografia
Nascido em Caculé em 11 de setembro de 1968, é o segundo de três irmãos. Ainda na sua infância, a família migrou para a zona Leste de São Paulo.
Em 1988 ingressou no Seminário de Filosofia Nossa Senhora da Esperança, da Arquidiocese de São Paulo, no bairro do Ipiranga. Cursou a faculdade de Filosofia nas Faculdades Associadas do Ipiranga (FAI), de 1988 a 1990. Em 1991, passou para o Seminário de Teologia da Diocese de São Miguel Paulista (criada em 1989), em Ermelino Matarazzo, frequentando o curso de teologia na Faculdade de Teologia Nossa Senhora da Assunção, em São Paulo.
Foi ordenado diácono em 18 de dezembro de 1993 por Dom Fernando Legal, S.D.B., primeiro bispo diocesano de São Miguel Paulista, na Basílica de Nossa Senhora da Penha, onde também fez seu estágio pastoral, como diácono.
Recebeu a ordenação presbiteral em 10 de dezembro de 1994, também por Dom Fernando Legal, S.D.B. na mesma Basílica de Nossa Senhora da Penha, e designado como vigário paroquial da Paróquia Santo Antônio de Engenheiro Trindade. Paralelamente, foi vice-reitor para a filosofia, do Seminário Diocesano Nossa Senhora da Penha.
Em 1997, assumiu o ofício de pároco da Paróquia São José do Jardim Brasília, onde permaneceu por seis anos. Em seguida, de 2003 a 2004, fez o mestrado em teologia na Pontifícia Universidade Gregoriana de Roma, morando no Pontifício Colégio Pio Brasileiro.
Retornando de Roma no início de 2005, foi designado vigário paroquial da Catedral São Miguel Arcanjo de São Miguel Paulista e, neste mesmo ano, assumiu como primeiro pároco da recém-criada Paróquia Nossa Senhora do Rosário de Vila Rosária, em São Miguel Paulista, onde permaneceu até setembro de 2017.
Em 2013, torna-se o vigário-geral da Diocese de São Miguel Paulista e em outubro de 2017, foi nomeado vigário paroquial da Paróquia Nossa Senhora da Penha e de 31 de dezembro de 2018 até sua nomeação para o episcopado, foi pároco da mesma paróquia e reitor da Basílica.
Na Diocese de São Miguel Paulista, Padre Edilson exerceu, em diferentes períodos, as funções de vice-reitor do Seminário Diocesano, diretor espiritual e diretor de estudos da mesma casa de formação, membro da coordenação diocesana de Pastoral, vigário episcopal da Região Episcopal São Miguel, além de coordenador da Comissão Diocesana de Tutela de Menores e Vulneráveis.
Em 21 de fevereiro de 2024, foi nomeado pelo Papa Francisco como bispo auxiliar de São Paulo, recebendo a dignidade de bispo titular de Badie. Recebeu a ordenação episcopal em 21 de abril do mesmo ano, na Catedral São Miguel Arcanjo, do cardeal arcebispo de São Paulo, Dom Odilo Scherer, coadjuvado por Dom Algacir Munhak, C.S., bispo de São Miguel Paulista e por Dom Manuel Parrado Carral, bispo emérito da mesma diocese.